# BIOSIS Previews
BIOSIS Previews es un servicio de base de datos bibliográfica en inglés , con resúmenes e indexación de citas . Es parte de la suite Clarivate Analytics Web of Science . BIOSIS Previews indexa datos desde 1926 hasta el presente.
BIOSIS Previews es parte de Life Sciences in Web of Science . Su cobertura abarca la literatura de ciencias biológicas y biomédicas , con una cobertura global profunda en una amplia gama de áreas temáticas relacionadas. Esto se logra con acceso al contenido indexado de revistas de Biological Abstracts y contenido complementario indexado que no pertenece a revistas de Biological Abstracts / Reports, Reviews, Meetings ( BA / RRM o Biological Abstracts / RRM)y las principales publicaciones de BIOSIS. Esta cobertura incluye literatura en investigación preclínica y experimental, métodos e instrumentación, estudios con animales, asuntos ambientales y de consumo, y otras áreas. 
La base de datos también es proporcionada por EBSCO Information Services a través de una asociación con Clarivate Analytics.
Biological Abstracts consta de 350 000 referencias de casi 5 000 títulos de monografías y revistas primarias. Biological Abstracts / RRM incluye además más de 200.000 citas ajenas a revistas .
Biological Abstracts / RRM es el antiguo BioResearch Index .

## Resumen
El contenido aceptable para los avances de Web of Science y BIOSIS se determina mediante un proceso de evaluación y selección basado en los siguientes criterios: 
- impacto,
- influencia,
- oportunidad,
- revisión por pares y
- representación geográfica.[3]

BIOSIS Previews cubre 5 000 revistas revisadas por pares. La cobertura no publicada en revistas incluye la cobertura de reuniones, resúmenes de reuniones, conferencias, revisiones de literatura, patentes de EE. UU., Libros, software, capítulos de libros, notas, cartas e informes seleccionados en disciplinas relevantes que incluyen botánica , microbiología y farmacología . BIOSIS Previews contiene más de 18 millones de registros; se agregan más de 500,000 registros cada año y los archivos anteriores están disponibles desde 1926 hasta el presente. También se ha desarrollado una indexación especializada, que ha aumentado la precisión de la recuperación. Los datos y términos taxonómicos, los términos de enfermedades mejorados, los números de banco de datos secuenciados y un vocabulario controlado conceptualmente se remontan a 1969. 
Algunas patentes estadounidenses también forman parte de los archivos BIOSIS Previews de 1926 a 1968, de 1986 a 1989 y de 1994 al presente. Los datos archivados son el contenido en formato electrónico de los volúmenes 1-49 impresos de Biological Abstracts .